# Lequio Tanaro
Lequio Tanaro (Lequi in piemontese) è un comune italiano di 722 abitanti della provincia di Cuneo in Piemonte. Fa parte del Parco Regionale dell'Alta Valle Pesio e Tanaro.

## Storia
L'origine del nome potrebbe provenire dal greco leukos (bianco), oppure dal latino locus (luogo) o lucus (bosco). Quest'ultima ipotesi pare la più probabile, considerato l'antico paesaggio della zona.
I liguri furono la prima popolazione nota a stanziarsi nella zona: erano divisi in varie tribù, in particolare la zona di Lequio Tanaro fu popolata dai bagienni, che avevano nella vicina Bene Vagienna, l'antica Augusta Bagiennorum, il loro centro principale. Sono state ritrovate lapidi e tombe, che testimoniano la presenza romana nel paese. 
Nel periodo delle invasioni barbariche, si pensa che una colonia di sarmati si sia stabilita nella regione Sarmassa (nella bassa di Costamagna tra la Cascina Pertusata e il Rio Cavetto), scacciati da Pollenzo a seguito della venuta di Alarico. In epoca post-carolingia il territorio di Lequio ricadeva nel Comitato di Bredulo, ecclesiasticamente dipendeva dal vescovo di Asti. 
La prima attestazione documentale di Lequio Tanaro è il diploma del 18 giugno 901, con il quale l'imperatore Ludovico III concede a Eilulfo, vescovo di Asti. da questo documento sia pprende dell'esistenza di una chiesa e di un castello, appartenuto dapprima ai principi d'Acaja e poi al vescovo di Mondovì, di cui non rimangono tracce.
Era compresa nel comune di Bene Vagienna, che dapprima diventò autonomo dal vescovo di Asti (1293), poi passò ai Savoia (1387), che lo concessero in feudo ai nobili Costa di Chieri: questi mantennero la signoria fino al 1561, quando Emanuele Filiberto ne tornò in possesso. 
Bene e Lequio entrarono nella diocesi di Mondovì a seguito della determinazione dei confini diocesani compiuta dall'abate di Santo Stefano di Vercelli nel 1436 per ordine di papa Eugenio IV.
Lequio divenne comune autonomo con il nome di Lequio Piemonte con il decreto di Vittorio Amedeo II del 1º luglio 1692. Il nome venne mutato in Lequio Tanaro per evitare la confusione con Lequio Berria. Il comune fu eretto in contea, il cui titolo fu concesso alla famiglia Salmatoris, che lo mantenne fino al 1814.
All’inizio del XX secolo, Lequio aveva più di 1 500 abitanti, la popolazione si ridusse a causa dello spopolamento delle campagne. Nel 1928 il comune di Lequio fu accorpato a Bene Vagienna, ma ritornò comune autonomo nel 1947.

## Società

### Evoluzione demografica
Negli ultimi cento anni, a partire dal 1921, la popolazione residente è dimezzata.
Abitanti censiti

### Etnie e minoranze straniere
Secondo i dati Istat al 31 dicembre 2017, i cittadini stranieri residenti a Lequio Tanaro sono 81, così suddivisi per nazionalità, elencando per le presenze più significative:
1. Romania, 34

## Amministrazione
Di seguito è presentata una tabella relativa alle amministrazioni che si sono succedute in questo comune.
| Periodo         | Periodo         | Primo cittadino      | Partito                         | Carica  | Note  |
| --------------- | --------------- | -------------------- | ------------------------------- | ------- | ----- |
| 2 luglio 1988   | 7 giugno 1993   | Giorgio Vaira        | Democrazia Cristiana            | Sindaco | [ 8 ] |
| 7 giugno 1993   | 28 aprile 1997  | Bartolomeo Gallo     | Democrazia Cristiana            | Sindaco | [ 8 ] |
| 28 aprile 1997  | 14 maggio 2001  | Bartolomeo Gallo     | lista civica                    | Sindaco | [ 8 ] |
| 14 maggio 2001  | 30 maggio 2006  | Irene Bottero        | lista civica                    | Sindaco | [ 8 ] |
| 30 maggio 2006  | 16 maggio 2011  | Costanzo Negro       | lista civica                    | Sindaco | [ 8 ] |
| 16 maggio 2011  | 05 giugno 2016  | Costanzo Negro       | lista civica Rinnovamento       | Sindaco | [ 8 ] |
| 05 giugno 2016  | 03 ottobre 2021 | Raffaele Dalmazzo    | lista civica Insieme ... si può | Sindaco | [ 8 ] |
| 03 ottobre 2021 | "in carica"     | Giuseppe Trossarello | lista civica Siamo Lequio       | Sindaco | [ 8 ] |

## Galleria d'immagini

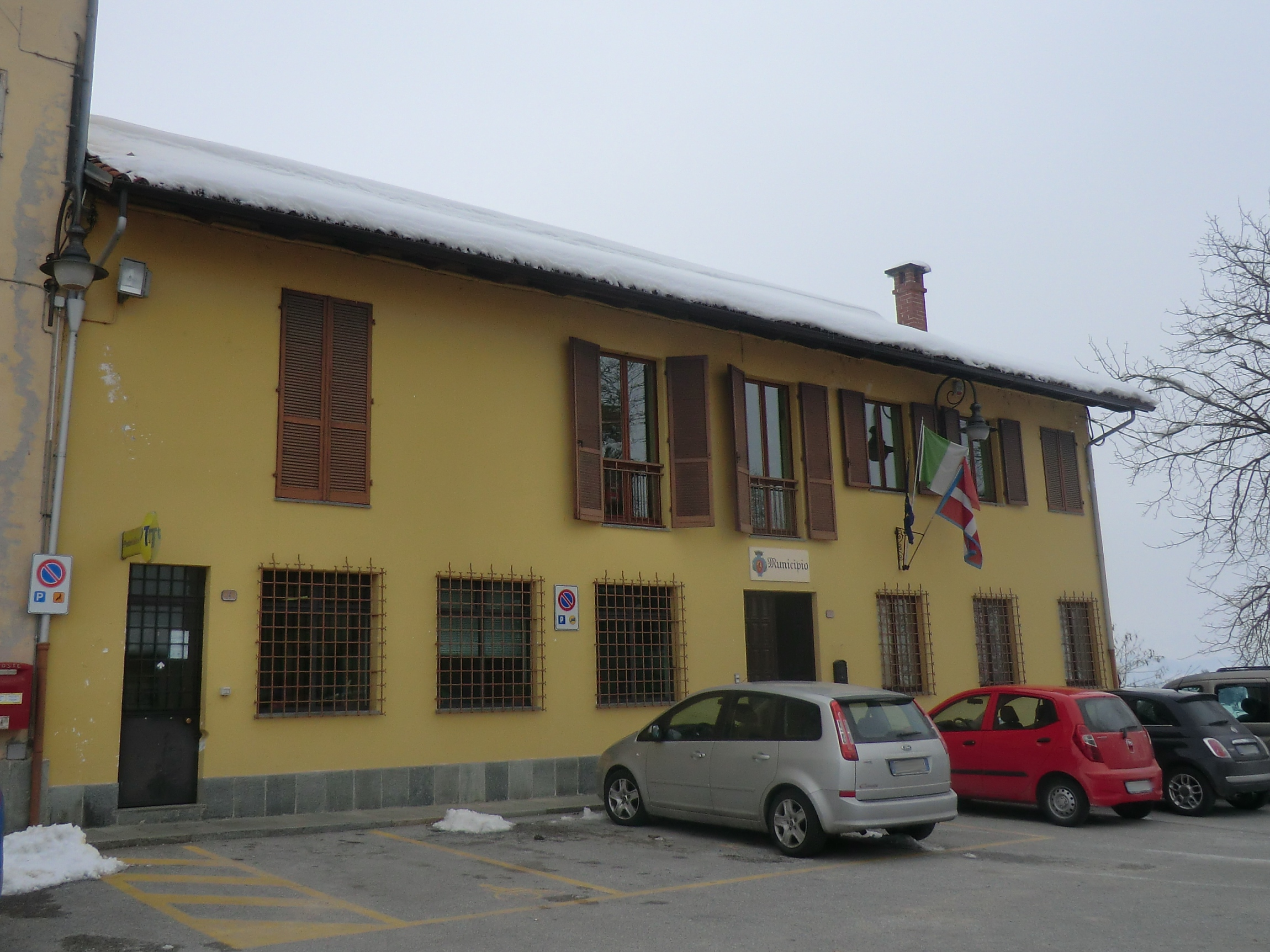
Municipio
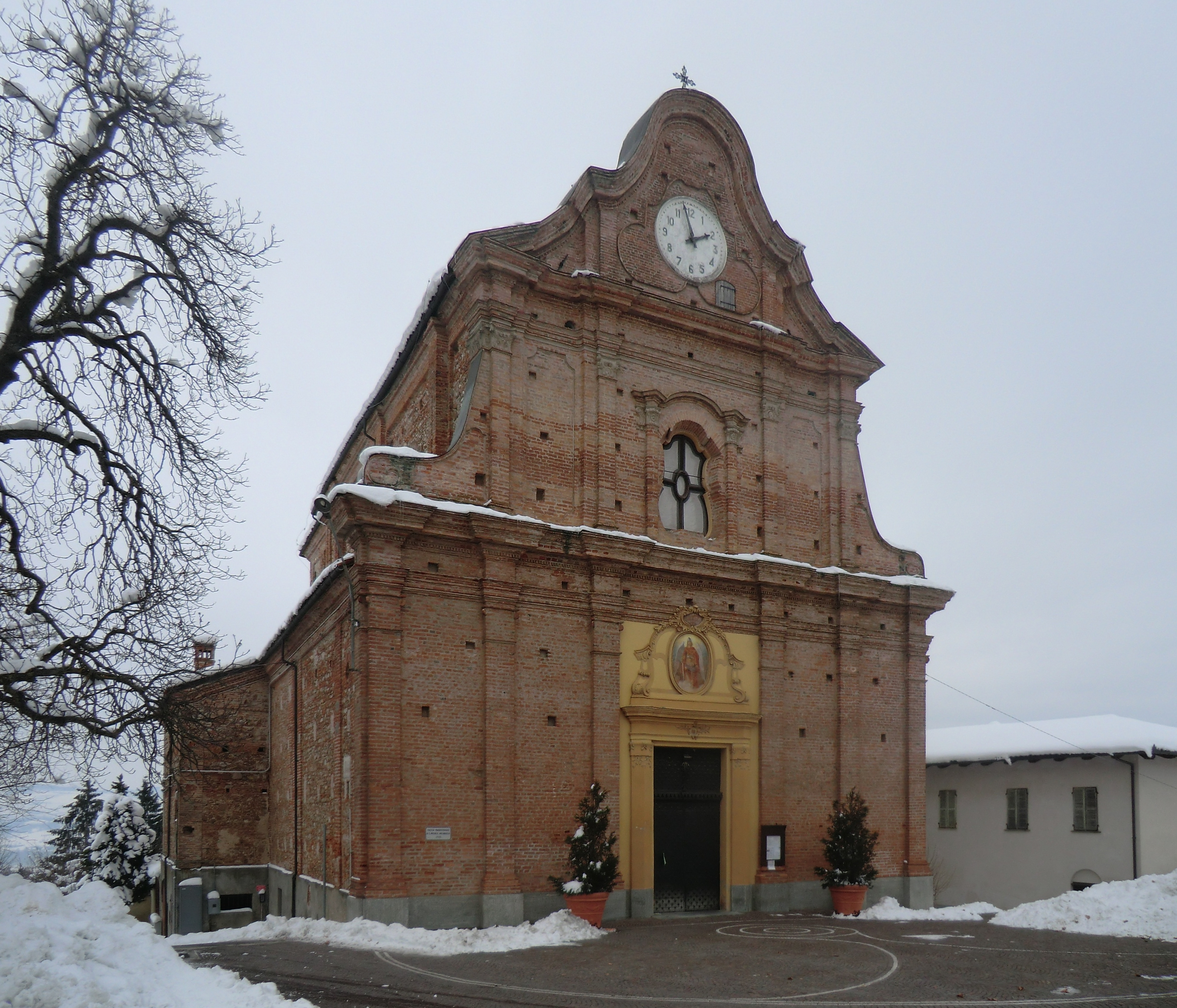
Chiesa parrocchiale di San Michele Arcangelo